# 鹿児島県道43号川内串木野線
鹿児島県道43号川内串木野線（かごしまけんどう43ごう せんだいくしきのせん）は、鹿児島県薩摩川内市からいちき串木野市に至る県道（主要地方道）である。

## 概要
薩摩川内市西向田町からいちき串木野市京町に至る。
海沿いに大きく迂回するルートをとるため、川内市街地と串木野市街地の間は国道3号や南九州西回り自動車道を通行した方が到達時間が短い。当路線は基本的には川内原子力発電所やいちき串木野市羽島地区などへのアクセスに使われている。
いちき串木野市汐見町から終点までの区間は大型車の通行が制限されている。

### 路線データ
- 起点：鹿児島県薩摩川内市西向田町（向田交差点、国道3号交点、鹿児島県道394号山崎川内線終点）
- 終点：鹿児島県いちき串木野市京町（鹿児島県道38号串木野港線交点）
- 総延長：36.799 km[1]

## 歴史
- 1958年（昭和33年）11月1日 - 串木野市から川内市久見崎町を経て川内市に至る路線が串木野久見崎川内線として認定される[2]。
- 1972年（昭和47年）8月2日 - 路線番号が設定され、串木野久見崎川内線は311となる[3]。
- 1976年（[昭和51年）9月1日 - 路線名を串木野久見崎川内線から川内串木野線に改称[4]。
- 1993年（平成5年）5月11日 - 建設省から、県道川内串木野線が川内串木野線として主要地方道に指定される[5]。
- 2020年（令和2年）
  - 5月30日 - 荒川工区の黎明（れいめい）トンネル（724 m）を含む、いちき串木野市白浜 - 荒川間（1 km）が開通[6]。
  - 10月31日 - 川内原子力発電所迂回道路の建設工事が開始[7]。
- 2022年（令和4年）9月30日 - 高江長崎工区（0.8 km）開通[8]。
- 2023年（令和5年）
  - 10月17日 - 川内原子力発電所迂回道路の建設工事が完成[7]。
  - 11月26日 - 川内原子力発電所迂回道路（3.1 km）開通[7][9]。
  - 11月28日 - 鹿児島県告示第508号により、川内原子力発電所迂回道路の西側の県道指定が解除される[10]。

## 路線状況

### 道路施設

#### 橋梁
- 母合橋（隈之城川、薩摩川内市）
- 宮里橋（宮里川、薩摩川内市）
- 平良橋（平良川、薩摩川内市）
- 仮屋橋（八間川、薩摩川内市）
- 野元橋（オコン川、いちき串木野市）
- 平江橋（五反田川、いちき串木野市）

#### トンネル
- 黎明（れいめい）トンネル：延長724 m、2020年（令和2年）竣工、いちき串木野市

## 地理

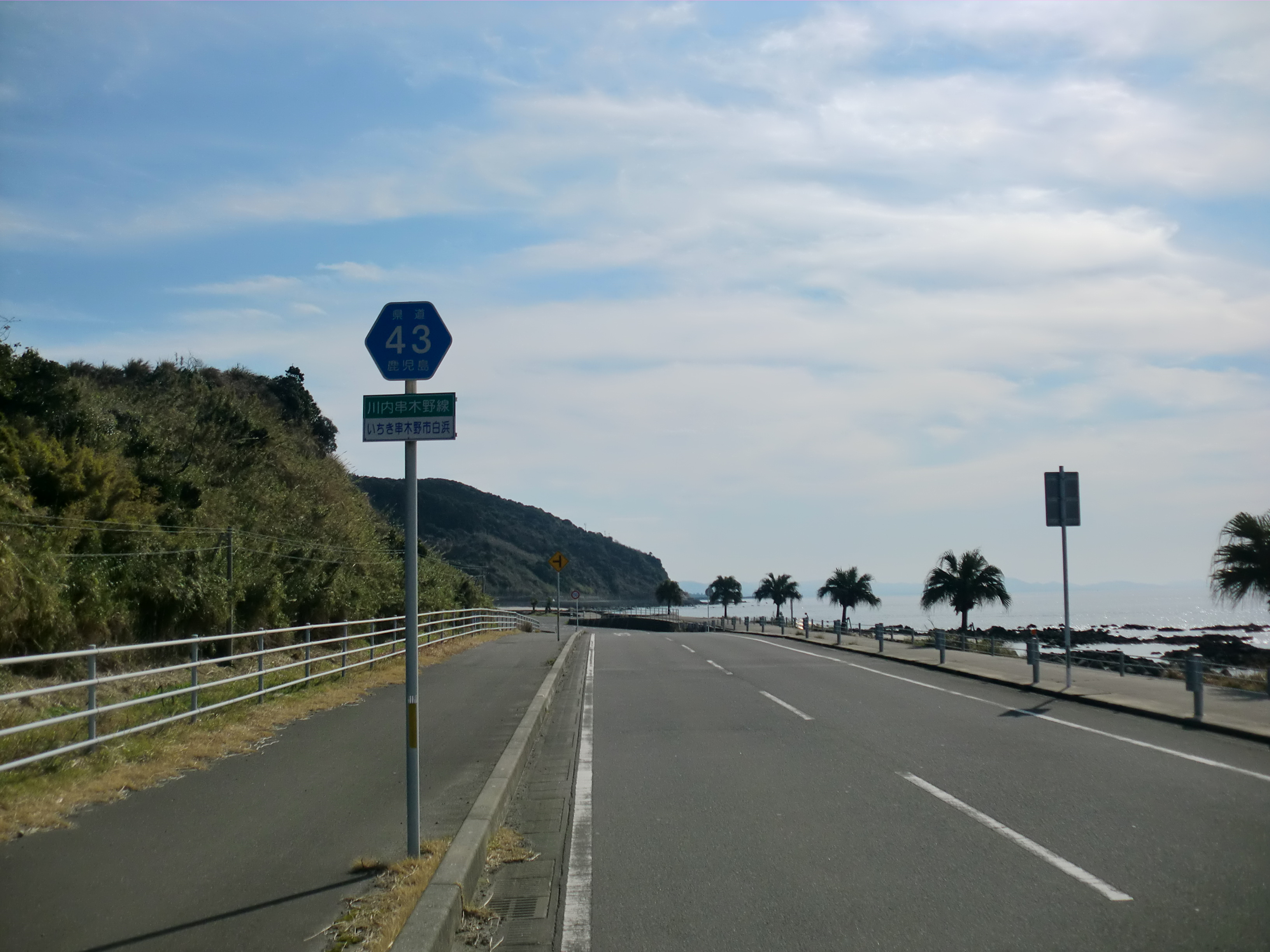
いちき串木野市羽島

### 通過する自治体
- 薩摩川内市
- いちき串木野市

### 交差する道路
| 交差する道路                      | 市町村名       | 交差する場所 | 交差する場所      |
| --------------------------------- | -------------- | ------------ | ----------------- |
| 国道3号 鹿児島県道394号山崎川内線 | 薩摩川内市     | 西向田町     | 向田交差点 / 起点 |
| E3A 南九州西回り自動車道          | 薩摩川内市     | 高江町       | 18 薩摩川内高江IC |
| 鹿児島県道313号荒川川内線         | いちき串木野市 | 荒川         |                   |
| 鹿児島県道38号串木野港線          | いちき串木野市 | 京町         | 終点              |

### 沿線
- 薩摩川内市立峰山小学校
- いちき串木野市立羽島中学校
- いちき串木野市立羽島小学校